# Arbourse
Arbourse és un municipi francès, situat al departament del Nièvre i a la regió de Borgonya - Franc Comtat. L'any 2007 tenia 108 habitants.

## Demografia

### Població
El 2007 la població de fet d'Arbourse era de 108 persones. Hi havia 52 famílies, de les quals 24 eren unipersonals (8 homes vivint sols i 16 dones vivint soles), 12 parelles sense fills, 12 parelles amb fills i 4 famílies monoparentals amb fills.
La població ha evolucionat segons el següent gràfic:
Habitants censats

### Habitatges
El 2007 hi havia 120 habitatges, 56 eren l'habitatge principal de la família, 52 eren segones residències i 12 estaven desocupats. 118 eren cases i 2 eren apartaments. Dels 56 habitatges principals, 48 estaven ocupats pels seus propietaris, 7 estaven llogats i ocupats pels llogaters i 1 estava cedit a títol gratuït; 1 tenia una cambra, 7 en tenien dues, 8 en tenien tres, 19 en tenien quatre i 21 en tenien cinc o més. 42 habitatges disposaven pel capbaix d'una plaça de pàrquing. A 26 habitatges hi havia un automòbil i a 18 n'hi havia dos o més.

### Piràmide de població
La piràmide de població per edats i sexe el 2009 era:
| Homes | Edats   | Dones |
| ----- | ------- | ----- |
| 0     | 95 o +  | 0     |
| 0     | 90 a 94 | 0     |
| 0     | 85 a 89 | 0     |
| 0     | 80 a 84 | 0     |
| 8     | 75 a 79 | 8     |
| 4     | 70 a 74 | 8     |
| 8     | 65 a 69 | 8     |
| 4     | 60 a 64 | 4     |
| 4     | 55 a 59 | 0     |
| 4     | 50 a 54 | 4     |
| 12    | 45 a 49 | 12    |
| 0     | 40 a 44 | 4     |
| 0     | 35 a 39 | 4     |
| 4     | 30 a 34 | 0     |
| 8     | 25 a 29 | 4     |
| 0     | 20 a 24 | 8     |
| 0     | 15 a 19 | 0     |
| 0     | 10 a 14 | 0     |
| 0     | 5 a 9   | 0     |
| 0     | 0 a 4   | 0     |

## Economia
El 2007 la població en edat de treballar era de 57 persones, 32 eren actives i 25 eren inactives. De les 32 persones actives 24 estaven ocupades (13 homes i 11 dones) i 8 estaven aturades (4 homes i 4 dones). De les 25 persones inactives 12 estaven jubilades i 13 estaven classificades com a «altres inactius».

### Ingressos
El 2009 a Arbourse hi havia 61 unitats fiscals que integraven 112 persones, la mediana anual d'ingressos fiscals per persona era de 15.618 €.

### Activitats econòmiques
Dels 2 establiments que hi havia el 2007, 1 era d'una empresa de comerç i reparació d'automòbils i 1 d'una empresa de serveis.
L'any 2000 a Arbourse hi havia 7 explotacions agrícoles.

## Poblacions més properes
El següent diagrama mostra les poblacions més properes.